# رضا حجازي
رضا حجازي (مواليد 4 ديسمبر 1959) هو سياسي مصري ووزير التربية والتعليم والتعليم الفني سابقًا
.

## بداية حياته
بدأ الدكتور رضا حجازي عمله معلماً لمادة العلوم قبل أن يتدرج في عدة مناصب قيادية، وهو أستاذ باحث بقسم التدريب والإعلام بالمركز القومى للامتحانات والتقويم التربوى، وحاصل على دكتوراه في إدارة المناهج وطرق التدريس من جامعة المنصورة، وعمل مدرس علوم بالمرحلة الإعدادية بمديرية التربية والتعليم بالدقهلية ثم مدرس كيمياء بالمرحلة الثانوية بمديرية التربية والتعليم بالدقهلية، ومدرس مساعد بالمركز القومى للامتحانات والتقويم التربوى ومدرس بالمركز القومى للامتحانات والتقويم التربوى
تقلد حجازي منصب رئيس عام امتحانات الثانوية العامة لعدة سنوات ونائب رئيس عام الامتحانات في الفترة من 2019 -2020 وتولى حجازي منصب نائباً لوزير التربية والتعليم لشئون المعلمين في ديسمبر 2019م وشارك في إدارة ملف امتحانات الثانوية العامة، وكان على رأس اللجنة التي تولت وضع نظام البوكليت
بعد أحداث تسريبات الثانوية العامة عام 2016م الأمر الذي حقق طفرة في الامتحانات ومنع التسريب وتقليل الغش الإلكترونى 

## المناصب الأكاديمية
تولى رضا حجازي، عدة مناصب أبرزها رئيس قطاع التعليم العام بوزارة التربية والتعليم الفنى من 2 نوفمبر 2015، ونائب مدير الأكاديمية المهنية للمعلمين ونائب، ورئيس البيئة العامة لمحو الأمية وتعليم الكبار، ومدير المركز الأقليمى لتعليم الكبار حتى عام 2012م، ورئيس وحدة التخطيط بقسم التدريب والإعلام بالمركز القومى للامتحانات، ورئيس وحدة إنتاج المواد التدريبية بقسم التدريب والإعلام بالمركز القومى للامتحانات، إضافة إلى عدة مناصب تربوية وعلمية أخرى في مجالات مختلفة
كما ناقش العديد من الرسائل العلمية التربوية في الجامعات المصرية
كما تولي منصب مدير لمركز تعليم الكبار بسرس الليان، ونائب لرئيس الهيئة العامة لمحو الأمية وتعليم الكبار، ونائب لمدير الأكاديمية المهنية للمعلمين
ثم رئيس لقطاع التعليم العام منذ عام 2015م وحتى عام 2019م الأمر الذي حقق طفرة في الامتحانات ومنع التسريب وتقليل الغش الإلكترونى وساهم في حصر مشكلات المعلمين
ووضع خطة للترقي الوظيفي وخطة لحصر العجز والزيادة بأعداد المعلمين ضمن خطوات تعيين 150 ألف معلم علي مدار 5 سنوات والتي تنفذها الحكومة

## المناصب العلمية
- أستاذ باحث بقسم التدريب والإعلام بالمركز القومي للامتحانات والتقويم التربوي
- عمل مدرس علوم إعدادي بمديرية التربية والتعليم بالدقهلية
- عمل مدرس كيمياء ثانوي بمديرية التربية والتعليم بالدقهلية
- عمل مدرساً مساعداً بالمركز القومي للامتحانات والتقويم التربوي ومدرساً بالمركز القومي للامتحانات والتقويم التربوي
- حصل على دكتوراة في إدارة المناهج وطرق التدريس من جامعة المنصورة

## المناصب القيادية
شغل الدكتور رضا حجازي عدة مناصب قيادية، منها:
- مدير مركز تعليم الكبار بسرس الليان
- نائب لرئيس الهيئة العامة لمحو الأمية وتعليم الكبار
- نائب لمدير الأكاديمية المهنية للمعلمين
- رئيس عام امتحانات الثانوية العامة لمدة 3 سنوات
- رئيس قطاع التعليم العام خلال الفترة من 2015م وحتى 2019م
- نائب وزير التعليم لشؤون المعلمين اعتباراً من عام 2019م وحتى توليه منصب وزير التربية والتعليم والتعليم الفني